# 文藝青年
文藝青年，原本是指喜愛藝術的青年；21世纪后用法发生变化，主要指拒绝随大流、标志自己与众不同的志向与品味的青年，有时英语中會被译成。

## 運用演變
文青在1990年代前，「文藝青年」一詞是在社會文學運動當中被運用；1990年代後，則是演變成網路流行語的運用；同時也受到網路爆紅的影響，文青一詞開始在台灣大眾媒體廣為流傳，最初的詞義也逐漸模糊，網路上衍生出各自主觀的論述，例如用來形容一個人的穿著、行為、個性、嗜好、文章寫作風格；目前文青常有嘲笑、貶低性質或成為自嘲用語；也逐漸成為一種風格。

## 詞源發展
- 1928年3月15日，創造社出版的《文化批判》期刊第三期[6][7] ，刊登提到：

應該克服自己舊有的個人主義，而來參加集體的社會運動。——郭沫若，《留聲機器的回音－文藝青年應取的態度的考察》
- 1950年，中國青年寫作協會成立，其宗旨為：「團結青年作者，培養青年文藝興趣，提高創作水準，發揮文藝力量」。

- 2000年4月15日，《淡水牛津文藝》第七期[8]，刊登提到：

從小我就是個「文學青年」，對文學的興趣非常濃厚。——王昶雄，《淡水河畔的美麗漣漪－王昶雄專訪》